# Pawlo Schandruk

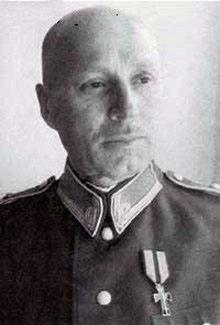
General Pawlo Schandruk

Pawlo Teofanowytsch Schandruk (ukrainisch Павло Феофанович Шандрук, polnisch Paweł Szandruk; * 16.jul. / 28. Februar 1889greg. in Borsuky bei Kremenez, Russisches Kaiserreich; † 15. Februar 1979 in Trenton, New Jersey), Offizier in der Kaiserlich-Russischen Armee, General in den Armeen der Ukrainischen Volksrepublik und der Zweiten Polnischen Republik sowie Oberbefehlshaber der Ukrainischen Nationalarmee. Er war Träger des Ordens Virtuti Militari, Militärhistoriker und Autor mehrerer Bücher.

## Leben
Schandruk wurde am 28. Februar 1889 in Borsuky (ukrainisch Борсуки), damals Wolhynien, heute im Rajon Laniwzi der ukrainischen Oblast Ternopil, geboren. 1911 schloss er sein Studium der Sprachwissenschaften und Geschichte am philologisch-historischen Fürst-Besborodko-Institut in Nischyn ab, 1913 graduierte er ebenfalls an der Aleksandrejewsk-Militärschule in Moskau und schlug eine militärische Laufbahn in der russischen Armee ein. Im Ersten Weltkrieg diente er unter anderem beim Nachschub sowie bei der Infanterie. Schandruk erwarb einige Auszeichnungen und wurde während der Kämpfe durch Gas verwundet. Den Krieg beendete er im Rang eines Stabskapitäns.
Während der Oktoberrevolution quittierte er den Dienst und begab sich in seine ukrainische Heimat. Dort diente er von 1917 bis 1920 in den Reihen der Armee der Ukrainischen Volksrepublik, bis er im April desselben Jahres zum Generalmajor befördert wurde und am Krieg gegen die Bolschewiki teilnahm. Ende des Jahres gelang ihm mit seinen Einheiten der Ausbruch und Rückzug über den Sbrutsch in polnisches Gebiet, wo er in Kalisz interniert wurde. Nach der Entlassung engagierte sich Schandruk in der Exilregierung Petljuras, 1936 trat Schandruk in die polnische Armee ein und beendete eine weitere Ausbildung an der Wyższa Szkoła Wojenna, Polens führender Militärakademie.
Von 1940 bis 1944 leitete er ein Kino in der polnischen Stadt Skierniewice, in dem er unter anderem von der Gestapo gejagte polnische Freunde unter falschen Identitäten arbeiten ließ.

## Zweiter Weltkrieg
Für Schandruk begann der Zweite Weltkrieg mit dem Überfall auf Polen im September 1939. Während der Kämpfe am 23. September gelang es ihm in der Position eines Obersts, die 19. polnische Brigade vor der Vernichtung in der Schlacht bei Tomaszów Lubelski zu bewahren. Für diese Leistung wurde er später mit dem Verdienstorden Virtuti Militari geehrt. Nach der Niederlage der polnischen Armee wurde er in einem deutschen Kriegsgefangenenlager inhaftiert, aus dem er schon bald wegen seiner Verletzungen entlassen wurde.

## Ukrainische Nationalarmee
Ende 1944 wurde Schandruk in Übereinkunft aller ukrainischer Exilgruppierungen die Leitung des Ukrainischen Nationalrates in Deutschland zugesprochen. Aufgabe dieses Rates war die Vertretung der Interessen der Ukraine vor der Regierung Hitlers. Zeitgleich wurde er zum Oberbefehlshaber der ukrainischen Nationalarmee ernannt. Diese etwa 50.000 Mann starke Armee setzte sich aus ukrainischen Freiwilligenverbänden der Wehrmacht und Waffen-SS, darunter auch sämtlichen Mitgliedern der SS-Galizien zusammen.
Durch geschicktes Verhandeln gelang es Schandruk tatsächlich kurz vor Ende des Krieges eine Vereidigung der Soldaten nicht auf Hitler, sondern auf die Freiheit der Ukraine zu erwirken. Standarten und Abzeichen trugen nicht länger Hakenkreuz und Runen, sondern ukrainische Symbole.

## Kapitulation
Zum Ende des Krieges ergaben sich Schandruks Truppen ohne Widerstand den US-amerikanischen und britischen Streitkräften in Österreich. Größtenteils wurden die Soldaten nach Rimini in Italien in britische Kriegsgefangenenlager interniert. Schandruk bat ihn nach London zu bringen, wo er mit dem General der polnischen Exilstreitkräfte Władysław Anders zusammenkam, welchen er bereits aus dem Kriegsjahr 1939 kannte. Dort gelang es ihm, General Anders davon zu überzeugen, sich bei den westlichen Siegermächten für alle Angehörigen der Ukrainischen Nationalarmee zu verbürgen und ihre Herkunft aus Galizien zu beurkunden, gleich aus welchen Teilen der Ukraine die Soldaten auch stammten. Somit galten sie als polnische Staatsangehörige, die nicht an die Sowjetunion ausgeliefert werden durften.

## Nach dem Krieg
Schandruk lebte einige Jahre in Deutschland, bevor er 1949 in die Vereinigten Staaten auswanderte. 1965 wurde er von General Anders wegen seiner Leistungen während der Verteidigung Polens mit dem Verdienstorden Virtuti Militari geehrt. In Amerika fand er auch Zeit, einige Bücher zu schreiben. Er starb in Trenton (New Jersey) und wurde auf dem Friedhof der ukrainisch-orthodoxen St. Andrew Memorial Church in South Bound Brook in New Jersey beerdigt.